# Diecezja Ikot Ekpene
Diecezja Ikot Ekpene – diecezja rzymskokatolicka  w Nigerii. Powstała w 1963.

## Biskupi diecezjalni
- Bp Camillus Raymond Umoh (od 2010);
- Bp Camillus Archibong Etokudoh (1989–2009);
- kard. Dominic Ignatius Ekandem (1963–1989).